# Alex Anzalone
Alex Anzalone (Wyomissing, Pensilvania, 22 de septiembre de 1994) es un jugador profesional estadounidense de fútbol americano que se desempeña en la posición de linebacker en Detroit Lions, equipo de la National Football League (NFL).

## Carrera
Fue seleccionado en la tercera ronda en la Reunión Anual de Selección de Jugadores de la NFL de 2017. Hizo su debut profesional con el equipo New Orleans Saints, en el cual jugó cuatro temporadas (2017-2021), luego pasó a Detroit Lions, donde lleva jugando tres temporadas.